# Villa Gromo di Ternengo
Villa Gromo di Ternengo è una villa storica che si trova a Robecco sul Naviglio (Milano).

## Storia
L'area dove attualmente sorge Villa Gromo di Ternengo era anticamente occupata da un fortilizio probabilmente di epoca altomedievale, fatto costruire dalla famiglia Pietrasanta che creò in essa uno dei primi avamposti fortificati dell'abitato di Robecco sul Naviglio, tra il Ticino ed il Naviglio Grande, reso navigabile già a fine Duecento.
Dopp la caduta in disgrazia dei Pietrasanta, la proprietà passò nel 1340 a Giovannolo Casati che ottenne da Filippo Maria Visconti il permesso di trasformare il borgo fortificato in villa gentilizia. La villa nelle sembianze attuali è invece frutto di una serie di ristrutturazioni promosse a partire dal 1679 da Danese Casati, governatore di Milano, e dal di lui nipote Ferdinando Casati.
Dalla morte di quest'ultimo nel 1770, la villa non fu più mutata nel suo aspetto esteriore ed iniziò ad essere tramandata per via femminile dal momento che Ferdinando Casati, sposato con Giuseppa Aliprandi, aveva avuto unicamente una figlia femmina che era nata postuma alla sua morte.
Nell'Ottocento la villa ospitò Cesare Pompeo Castelbarco, figlio di Maria Antonietta Litta Visconti Arese e di Carlo Ercole Castelbarco Visconti Simonetta, noto politico e compositore milanese. Più tardi la figlia della coppia, Elena, sposò il nobile genovese Lazzaro Negrotto Cambiaso che fu senatore del Regno d'Italia. La villa venne in seguito visitata anche da Gabriele D'Annunzio.

### Passaggi di proprietà
|  |  |  |  |  |  | Ferdinando Casati | Ferdinando Casati | Ferdinando Casati | Ferdinando Casati | Ferdinando Casati | Ferdinando Casati |  |  |               |               |               |               | Giuseppa Aliprandi Carena | Giuseppa Aliprandi Carena | Giuseppa Aliprandi Carena | Giuseppa Aliprandi Carena | Giuseppa Aliprandi Carena | Giuseppa Aliprandi Carena |                         |                         |                                       |                                       |                                       |                                       |                                       |                                       |                                      |                                      |                                             |                                             |                                             |                                             |                                             |                                             |                              |                              |                              |                              |                           |                           |                            |                            |                            |                            |                            |                            |                         |                         |                         |                         |                         |                         |  |  |             |             |             |             |             |             |
|  |  |  |  |  |  | Ferdinando Casati | Ferdinando Casati | Ferdinando Casati | Ferdinando Casati | Ferdinando Casati | Ferdinando Casati |  |  |               |               |               |               | Giuseppa Aliprandi Carena | Giuseppa Aliprandi Carena | Giuseppa Aliprandi Carena | Giuseppa Aliprandi Carena | Giuseppa Aliprandi Carena | Giuseppa Aliprandi Carena |                         |                         |                                       |                                       |                                       |                                       |                                       |                                       |                                      |                                      |                                             |                                             |                                             |                                             |                                             |                                             |                              |                              |                              |                              |                           |                           |                            |                            |                            |                            |                            |                            |                         |                         |                         |                         |                         |                         |  |  |             |             |             |             |             |             |
|  |  |  |  |  |  |                   |                   |                   |                   |                   |                   |  |  |               |               |               |               |                           |                           |                           |                           |                           |                           |                         |                         |                                       |                                       |                                       |                                       |                                       |                                       |                                      |                                      |                                             |                                             |                                             |                                             |                                             |                                             |                              |                              |                              |                              |                           |                           |                            |                            |                            |                            |                            |                            |                         |                         |                         |                         |                         |                         |  |  |             |             |             |             |             |             |
|  |  |  |  |  |  |                   |                   |                   |                   |                   |                   |  |  | Teresa Casati | Teresa Casati | Teresa Casati | Teresa Casati | Teresa Casati             | Teresa Casati             |                           |                           | Carlo Albani              | Carlo Albani              | Carlo Albani            | Carlo Albani            | Carlo Albani                          | Carlo Albani                          |                                       |                                       |                                       |                                       |                                      |                                      |                                             |                                             |                                             |                                             |                                             |                                             |                              |                              |                              |                              |                           |                           |                            |                            |                            |                            |                            |                            |                         |                         |                         |                         |                         |                         |  |  |             |             |             |             |             |             |
|  |  |  |  |  |  |                   |                   |                   |                   |                   |                   |  |  | Teresa Casati | Teresa Casati | Teresa Casati | Teresa Casati | Teresa Casati             | Teresa Casati             |                           |                           | Carlo Albani              | Carlo Albani              | Carlo Albani            | Carlo Albani            | Carlo Albani                          | Carlo Albani                          |                                       |                                       |                                       |                                       |                                      |                                      |                                             |                                             |                                             |                                             |                                             |                                             |                              |                              |                              |                              |                           |                           |                            |                            |                            |                            |                            |                            |                         |                         |                         |                         |                         |                         |  |  |             |             |             |             |             |             |
|  |  |  |  |  |  |                   |                   |                   |                   |                   |                   |  |  |               |               |               |               |                           |                           |                           |                           |                           |                           |                         |                         |                                       |                                       |                                       |                                       |                                       |                                       |                                      |                                      |                                             |                                             |                                             |                                             |                                             |                                             |                              |                              |                              |                              |                           |                           |                            |                            |                            |                            |                            |                            |                         |                         |                         |                         |                         |                         |  |  |             |             |             |             |             |             |
|  |  |  |  |  |  |                   |                   |                   |                   |                   |                   |  |  |               |               |               |               |                           |                           | Elena Giuseppina Albani   | Elena Giuseppina Albani   | Elena Giuseppina Albani   | Elena Giuseppina Albani   | Elena Giuseppina Albani | Elena Giuseppina Albani |                                       |                                       | Pompeo Litta Visconti Arese           | Pompeo Litta Visconti Arese           | Pompeo Litta Visconti Arese           | Pompeo Litta Visconti Arese           | Pompeo Litta Visconti Arese          | Pompeo Litta Visconti Arese          |                                             |                                             |                                             |                                             |                                             |                                             |                              |                              |                              |                              |                           |                           |                            |                            |                            |                            |                            |                            |                         |                         |                         |                         |                         |                         |  |  |             |             |             |             |             |             |
|  |  |  |  |  |  |                   |                   |                   |                   |                   |                   |  |  |               |               |               |               |                           |                           | Elena Giuseppina Albani   | Elena Giuseppina Albani   | Elena Giuseppina Albani   | Elena Giuseppina Albani   | Elena Giuseppina Albani | Elena Giuseppina Albani |                                       |                                       | Pompeo Litta Visconti Arese           | Pompeo Litta Visconti Arese           | Pompeo Litta Visconti Arese           | Pompeo Litta Visconti Arese           | Pompeo Litta Visconti Arese          | Pompeo Litta Visconti Arese          |                                             |                                             |                                             |                                             |                                             |                                             |                              |                              |                              |                              |                           |                           |                            |                            |                            |                            |                            |                            |                         |                         |                         |                         |                         |                         |  |  |             |             |             |             |             |             |
|  |  |  |  |  |  |                   |                   |                   |                   |                   |                   |  |  |               |               |               |               |                           |                           |                           |                           |                           |                           |                         |                         |                                       |                                       |                                       |                                       |                                       |                                       |                                      |                                      |                                             |                                             |                                             |                                             |                                             |                                             |                              |                              |                              |                              |                           |                           |                            |                            |                            |                            |                            |                            |                         |                         |                         |                         |                         |                         |  |  |             |             |             |             |             |             |
|  |  |  |  |  |  |                   |                   |                   |                   |                   |                   |  |  |               |               |               |               |                           |                           |                           |                           |                           |                           |                         |                         | Maria Antonietta Litta Visconti Arese | Maria Antonietta Litta Visconti Arese | Maria Antonietta Litta Visconti Arese | Maria Antonietta Litta Visconti Arese | Maria Antonietta Litta Visconti Arese | Maria Antonietta Litta Visconti Arese |                                      |                                      | Carlo Ercole Castelbarco Visconti Simonetta | Carlo Ercole Castelbarco Visconti Simonetta | Carlo Ercole Castelbarco Visconti Simonetta | Carlo Ercole Castelbarco Visconti Simonetta | Carlo Ercole Castelbarco Visconti Simonetta | Carlo Ercole Castelbarco Visconti Simonetta |                              |                              |                              |                              |                           |                           |                            |                            |                            |                            |                            |                            |                         |                         |                         |                         |                         |                         |  |  |             |             |             |             |             |             |
|  |  |  |  |  |  |                   |                   |                   |                   |                   |                   |  |  |               |               |               |               |                           |                           |                           |                           |                           |                           |                         |                         | Maria Antonietta Litta Visconti Arese | Maria Antonietta Litta Visconti Arese | Maria Antonietta Litta Visconti Arese | Maria Antonietta Litta Visconti Arese | Maria Antonietta Litta Visconti Arese | Maria Antonietta Litta Visconti Arese |                                      |                                      | Carlo Ercole Castelbarco Visconti Simonetta | Carlo Ercole Castelbarco Visconti Simonetta | Carlo Ercole Castelbarco Visconti Simonetta | Carlo Ercole Castelbarco Visconti Simonetta | Carlo Ercole Castelbarco Visconti Simonetta | Carlo Ercole Castelbarco Visconti Simonetta |                              |                              |                              |                              |                           |                           |                            |                            |                            |                            |                            |                            |                         |                         |                         |                         |                         |                         |  |  |             |             |             |             |             |             |
|  |  |  |  |  |  |                   |                   |                   |                   |                   |                   |  |  |               |               |               |               |                           |                           |                           |                           |                           |                           |                         |                         |                                       |                                       |                                       |                                       |                                       |                                       |                                      |                                      |                                             |                                             |                                             |                                             |                                             |                                             |                              |                              |                              |                              |                           |                           |                            |                            |                            |                            |                            |                            |                         |                         |                         |                         |                         |                         |  |  |             |             |             |             |             |             |
|  |  |  |  |  |  |                   |                   |                   |                   |                   |                   |  |  |               |               |               |               |                           |                           |                           |                           |                           |                           |                         |                         |                                       |                                       |                                       |                                       |                                       |                                       | Elena Castelbarco Visconti Simonetta | Elena Castelbarco Visconti Simonetta | Elena Castelbarco Visconti Simonetta        | Elena Castelbarco Visconti Simonetta        | Elena Castelbarco Visconti Simonetta        | Elena Castelbarco Visconti Simonetta        |                                             |                                             | Lazzaro Negrotto Cambiaso    | Lazzaro Negrotto Cambiaso    | Lazzaro Negrotto Cambiaso    | Lazzaro Negrotto Cambiaso    | Lazzaro Negrotto Cambiaso | Lazzaro Negrotto Cambiaso |                            |                            |                            |                            |                            |                            |                         |                         |                         |                         |                         |                         |  |  |             |             |             |             |             |             |
|  |  |  |  |  |  |                   |                   |                   |                   |                   |                   |  |  |               |               |               |               |                           |                           |                           |                           |                           |                           |                         |                         |                                       |                                       |                                       |                                       |                                       |                                       | Elena Castelbarco Visconti Simonetta | Elena Castelbarco Visconti Simonetta | Elena Castelbarco Visconti Simonetta        | Elena Castelbarco Visconti Simonetta        | Elena Castelbarco Visconti Simonetta        | Elena Castelbarco Visconti Simonetta        |                                             |                                             | Lazzaro Negrotto Cambiaso    | Lazzaro Negrotto Cambiaso    | Lazzaro Negrotto Cambiaso    | Lazzaro Negrotto Cambiaso    | Lazzaro Negrotto Cambiaso | Lazzaro Negrotto Cambiaso |                            |                            |                            |                            |                            |                            |                         |                         |                         |                         |                         |                         |  |  |             |             |             |             |             |             |
|  |  |  |  |  |  |                   |                   |                   |                   |                   |                   |  |  |               |               |               |               |                           |                           |                           |                           |                           |                           |                         |                         |                                       |                                       |                                       |                                       |                                       |                                       |                                      |                                      |                                             |                                             |                                             |                                             |                                             |                                             |                              |                              |                              |                              |                           |                           |                            |                            |                            |                            |                            |                            |                         |                         |                         |                         |                         |                         |  |  |             |             |             |             |             |             |
|  |  |  |  |  |  |                   |                   |                   |                   |                   |                   |  |  |               |               |               |               |                           |                           |                           |                           |                           |                           |                         |                         |                                       |                                       |                                       |                                       |                                       |                                       |                                      |                                      |                                             |                                             |                                             |                                             | Antonietta Negrotto Cambiaso                | Antonietta Negrotto Cambiaso                | Antonietta Negrotto Cambiaso | Antonietta Negrotto Cambiaso | Antonietta Negrotto Cambiaso | Antonietta Negrotto Cambiaso |                           |                           | Emanuele Gromo di Ternengo | Emanuele Gromo di Ternengo | Emanuele Gromo di Ternengo | Emanuele Gromo di Ternengo | Emanuele Gromo di Ternengo | Emanuele Gromo di Ternengo |                         |                         |                         |                         |                         |                         |  |  |             |             |             |             |             |             |
|  |  |  |  |  |  |                   |                   |                   |                   |                   |                   |  |  |               |               |               |               |                           |                           |                           |                           |                           |                           |                         |                         |                                       |                                       |                                       |                                       |                                       |                                       |                                      |                                      |                                             |                                             |                                             |                                             | Antonietta Negrotto Cambiaso                | Antonietta Negrotto Cambiaso                | Antonietta Negrotto Cambiaso | Antonietta Negrotto Cambiaso | Antonietta Negrotto Cambiaso | Antonietta Negrotto Cambiaso |                           |                           | Emanuele Gromo di Ternengo | Emanuele Gromo di Ternengo | Emanuele Gromo di Ternengo | Emanuele Gromo di Ternengo | Emanuele Gromo di Ternengo | Emanuele Gromo di Ternengo |                         |                         |                         |                         |                         |                         |  |  |             |             |             |             |             |             |
|  |  |  |  |  |  |                   |                   |                   |                   |                   |                   |  |  |               |               |               |               |                           |                           |                           |                           |                           |                           |                         |                         |                                       |                                       |                                       |                                       |                                       |                                       |                                      |                                      |                                             |                                             |                                             |                                             |                                             |                                             |                              |                              |                              |                              |                           |                           |                            |                            |                            |                            |                            |                            |                         |                         |                         |                         |                         |                         |  |  |             |             |             |             |             |             |
|  |  |  |  |  |  |                   |                   |                   |                   |                   |                   |  |  |               |               |               |               |                           |                           |                           |                           |                           |                           |                         |                         |                                       |                                       |                                       |                                       |                                       |                                       |                                      |                                      |                                             |                                             |                                             |                                             |                                             |                                             |                              |                              |                              |                              |                           |                           |                            |                            |                            |                            |                            |                            |                         |                         |                         |                         |                         |                         |  |  |             |             |             |             |             |             |
|  |  |  |  |  |  |                   |                   |                   |                   |                   |                   |  |  |               |               |               |               |                           |                           |                           |                           |                           |                           |                         |                         |                                       |                                       |                                       |                                       |                                       |                                       |                                      |                                      | Lazzaro (Lallo) Gromo di Ternengo           | Lazzaro (Lallo) Gromo di Ternengo           | Lazzaro (Lallo) Gromo di Ternengo           | Lazzaro (Lallo) Gromo di Ternengo           | Lazzaro (Lallo) Gromo di Ternengo           | Lazzaro (Lallo) Gromo di Ternengo           |                              |                              |                              |                              | Ottavio Gromo di Ternengo | Ottavio Gromo di Ternengo | Ottavio Gromo di Ternengo  | Ottavio Gromo di Ternengo  | Ottavio Gromo di Ternengo  | Ottavio Gromo di Ternengo  |                            |                            | Maria Gromo di Ternengo | Maria Gromo di Ternengo | Maria Gromo di Ternengo | Maria Gromo di Ternengo | Maria Gromo di Ternengo | Maria Gromo di Ternengo |  |  | Enrico Wild | Enrico Wild | Enrico Wild | Enrico Wild | Enrico Wild | Enrico Wild |
|  |  |  |  |  |  |                   |                   |                   |                   |                   |                   |  |  |               |               |               |               |                           |                           |                           |                           |                           |                           |                         |                         |                                       |                                       |                                       |                                       |                                       |                                       |                                      |                                      | Lazzaro (Lallo) Gromo di Ternengo           | Lazzaro (Lallo) Gromo di Ternengo           | Lazzaro (Lallo) Gromo di Ternengo           | Lazzaro (Lallo) Gromo di Ternengo           | Lazzaro (Lallo) Gromo di Ternengo           | Lazzaro (Lallo) Gromo di Ternengo           |                              |                              |                              |                              | Ottavio Gromo di Ternengo | Ottavio Gromo di Ternengo | Ottavio Gromo di Ternengo  | Ottavio Gromo di Ternengo  | Ottavio Gromo di Ternengo  | Ottavio Gromo di Ternengo  |                            |                            | Maria Gromo di Ternengo | Maria Gromo di Ternengo | Maria Gromo di Ternengo | Maria Gromo di Ternengo | Maria Gromo di Ternengo | Maria Gromo di Ternengo |  |  | Enrico Wild | Enrico Wild | Enrico Wild | Enrico Wild | Enrico Wild | Enrico Wild |
|  |  |  |  |  |  |                   |                   |                   |                   |                   |                   |  |  |               |               |               |               |                           |                           |                           |                           |                           |                           |                         |                         |                                       |                                       |                                       |                                       |                                       |                                       |                                      |                                      |                                             |                                             |                                             |                                             |                                             |                                             |                              |                              |                              |                              |                           |                           |                            |                            |                            |                            |                            |                            |                         |                         | Ludovico Wild           |                         |                         |                         |  |  |             |             |             |             |             |             |

## La struttura
La villa ha la classica struttura a U delle ville di delizia lombarde. La campitura centrale della facciata, preceduta da una esedra, da un monumentale cancello (costruito all'epoca dei Negrotto) e un lungo cortile d'invito, è aperta da un lungo portico a tre archi su colonne binate; sopra il piano nobile si trova un attico raccordato da triangoli mistilinei. La facciata verso il giardino è ingentilita dalla presenza di un belvedere sopraelevato con funzione di colombaia. Sul retro della casa sono visibili inoltre alcune tracce della costruzione medievale, oggi inglobata nella struttura seicentesca.
L'atrio del corpo nobile, affrescato con vedute paesaggistiche settecentesche, funge da ambiente passante verso il retrostante giardino che, sulla sinistra, giunge sino al Naviglio Grande con il singolare edificio della Sirenella (visibile dall'alzaia), un padiglione a due piani posto su quattro pilastri, adibito ad imbarcadero riparato. Il luogo prende il nome da una statua seicentesca raffigurante una sirena, di buon auspicio per i naviganti.
Accanto alla villa si trova una corte rustica con una rimessa per carrozze ottocentesca e una limonaia. Nei pressi della corte sono visibili ancora le ultime tracce di fortificazioni medievali in un torrione convertito in colombaia in tempi successivi.
Il giardino rappresenta indubbiamente uno degli elementi di maggior rilievo della villa in quanto è costituito da una lunghezza totale di quasi 800 metri e un totale di 16 ettari, un tempo terminante con un nicchione oggi in disuso dopo la riduzione della superficie del parco a seguito della vendita di alcuni terreni. Al suo interno si trova una ghiacciaia monumentale posta sotto una collina artificiale alberata.
Accanto alla villa, in fondo ad un vicolo, si trova la chiesetta di San Francesco, di recente restaurata, che fungeva da cappella privata della famiglia Casati.
Gabriele D'Annunzio che ebbe occasione di visitare la villa, così la descrisse in un suo scritto:
Muti giardini, cimiteri senza avelli, ove erra forse qualche spirto amante dietro l'ombre de' suoi beni perduti!
... S'ergono i palazzi lungo il limpido canale; passan le barche sull'acque fredde: sognano i fiori nei vasti giardini; dorme la primavera su le gemme profumate: la nostalgia del passato genera un poema indicibile.
... dai cancelli si scorge il Palazzo che già fu Castello di Giovannolo Casati ed ora è un nido del Conte Lallo di Ternengo.
Le sale sono ampie e ampio è lo scalone.
Tappeti, quadri; sorrisi e tripudii d'arte.
Una donna bella ed ardita ci guarda con occhio profondo, regina tra tanta leggiadra armonia.
La sua bellezza evoca nel poeta tutto il fascino di colei che, con gesto audace, rese glorioso il nome d'Iperide.
A noi si rivela nell'antico palazzo.
L'arte del Castellazzo.
Le figure del giudizio di Paride sono luminose e solenne è l'effige di un S. Francesco che dominava un tempo nella chiesetta dell'antico castello!
Il giardino è vasto come un parco.
Sogni lontani, nostalgie d'un tempo; singhiozzi di cembali; canti obliati; beltà scomparse; profumi svaniti; carezze indicibili; visioni paradisiache nei ricordi d'un antico giardino!»